# Arrinera Hussarya
L'Arrinera Hussarya est le premier modèle de supercar du constructeur automobile polonais Arrinera. C'est aussi la première supercar construite en Pologne. Son nom fait référence aux hussard polonais (en).
L'ingénieur spécialiste de voitures sportives Lee Noble (en) a apporté son aide de la conception à la production du châssis de la
Hussarya. Il est aussi actionnaire et membre du conseil de surveillance d'Arrinera.

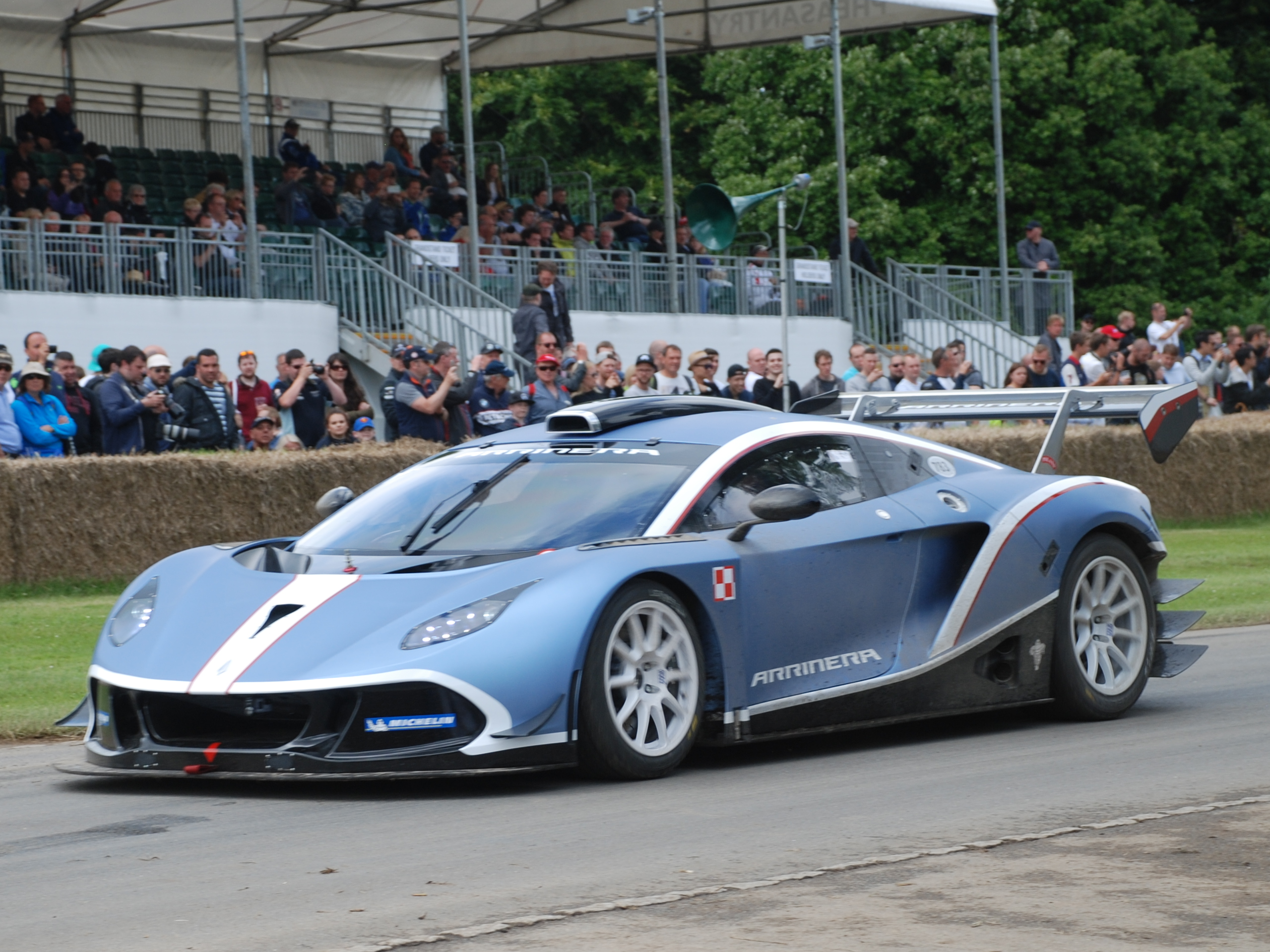
Arrinera Hussarya

## Prototype

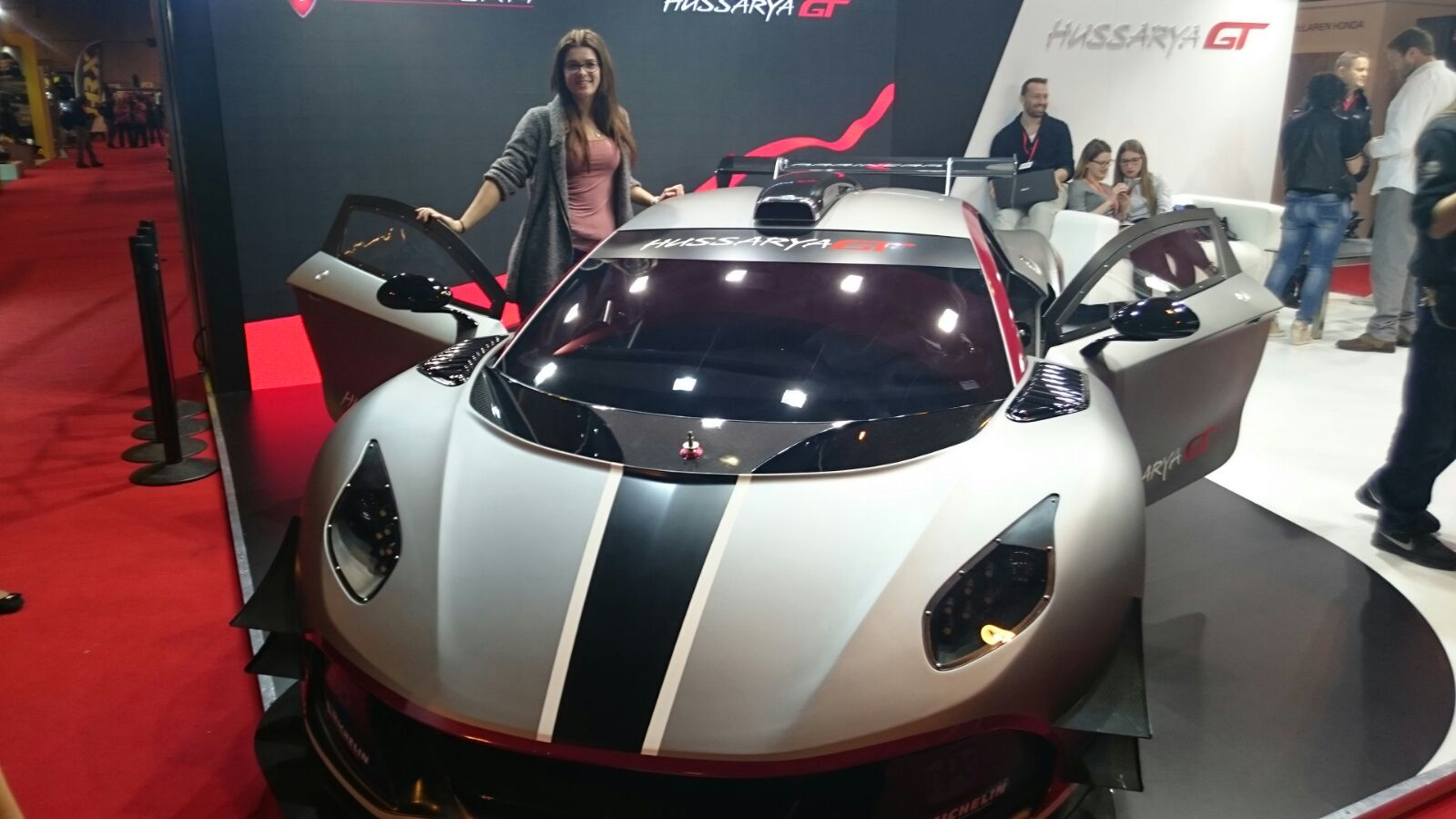
Arrinera Hussarya GT - 1.version

Le premier prototype de la Hussarya est présenté le 9 juin 2011 aux actionnaires et investisseurs. Certains journalistes utilisent le nom « Venocara » pour nommer la supercar, bien que ce nom n'a jamais été utilisé par le constructeur. Tant le prototype que le modèle de série sont équipés de portières papillon.
C'est en août 2012 qu'Arrinera annonce le nom officiel de la voiture : Hussarya. Ce nom vient des hussards polonais du 16e siècle, connus pour leur beauté, force et habilité à manœuvrer, trois traits qu'Arrinera espère reproduire dans sa supercar.

## Spécifications
La Hussarya 33 est une propulsion motorisée par un bloc fourni par General Motors et monté en position centrale, un V8 suralimenté de 6,2 l développant 789 ch. Ce moteur dérive du bloc LS3 de GM,,.
| Performances                         | Performances                         | Performances            | Performances            |
| ------------------------------------ | ------------------------------------ | ----------------------- | ----------------------- |
| Vitesse maximale                     | 350 km/h                             | 0–100 km/h              | 3,0 s                   |
| 0–200 km/h                           | 9,0 s                                | 0–200–0 km/h            | 13,0 s                  |
| Quart de mille (402 m) départ arrêté | Quart de mille (402 m) départ arrêté | 10 s                    | 10 s                    |
| Distance de freinage                 | Distance de freinage                 | 133 m (de 200 à 0 km/h) | 133 m (de 200 à 0 km/h) |

## Série spéciale
Le 18 juillet 2012, Arrinera annonce la production d'une série spéciale de 33 exemplaires, appelée « Series 33 », avec des designs intérieur et extérieur exclusifs. La production a pris du retard mais est prévue pour 2016.

## Compétition avec l'Arrinera Hussarya GT
Fin 2012, un projet de préparer une version GT3 de la Arrinerra Hussarya voit le jour. Le modèle homologué pour la route est, quant à lui, prévu pour la fin 2013.
Alors que le modèle routier est présenté au salon de Birmingham, c'est finalement une version GT4 de la Hussarya qui est étudiée. Arrinerra espère aligner son modèle aux 24H Series et en Championnat britannique de grand tourisme en 2016 et 2017.
C'est finalement lors de la première année de production du modèle routier, en 2016, que le département compétition de Arrinera, dénommé Arrinera Racing, projette d'engager deux Arrinera Hussarya GT aux 24 Heures de Dubaï 2017 dans la catégorie SPX. Finalement, l'auto n'est pas engagée en course.
En février 2017, le constructeur polonais est contacté par plusieurs écuries qui veulent passer commande de l'auto. L'Hussarya GT ayant participé à quelques essais sur différents circuits. Piotr R. Frankowski, patron de Arrinerra Racing, s'exprime sur l'avancée du projet : « Nous sommes ravis d’avoir reçu les premières commandes pour l’Hussarya GT. Après une année excitante de développement et d’essais sur la piste, c’est un bon départ pour 2017. Depuis la présentation, l’intérêt pour la voiture est vraiment bon. Notre nouvelle GT offre une belle performance à un coût plus bas que nos concurrents en GT. Nous attendons maintenant avec impatience les débuts en compétition ». Le pilote britannique Anthony Reid a notamment été sollicité pour le développement de la voiture. L'Arrinerra devrait faire ses débuts en compétition dans le championnat allemand DMV GTC, à Hockenheim.
À Hockenheim, lors de la deuxième course, l'Arrinera Hussarya GT abandonne à deux tours de la fin, en raison d'une panne d'alternateur.

## Culture populaire
La Hussarya est présente dans divers jeux vidéo, à savoir:
- CSR Racing, 2012
- Asphalt 8: Airborne, 2013
- Asphalt 9: Legends, 2018